# Tong Tsz-Wing
Tong Tsz-Wing, née le 26 juillet 1992 à Hong Kong, est une joueuse professionnelle de squash représentant Hong Kong. Elle atteint en juin 2023 la 37e place mondiale sur le circuit international, son meilleur classement. Elle est championne d'Asie en 2021.

## Palmarès

### Titres
- Championnats d'Asie : 2021
- Championnats d'Asie par équipes : 2 titres (2018, 2022)